# Un faire-part à part
Pour plus de détails, voir Fiche technique et Distribution.
Un faire-part à part (Passed Away) est un film américain réalisé par Charlie Peters, sorti en 1992.

## Synopsis
Après la mort de leur père a lieu une réunion de famille, qui sera l'occasion pour les vieilles rancueurs de ressortirent ce qui va provoquer des situations cocasses.

## Fiche technique
- Titre original : Passed Away
- Réalisation : Charlie Peters
- Scénario : Charlie Peters
- Directeur de la photographie : Arthur Albert
- Montage : Harry Keramidas
- Musique : Richard Gibbs
- Costumes : Jennifer von Mayrhauser
- Décors : Catherine Hardwicke
- Production : Larry Brezner et Timothy Marx
- Genre : Comédie
- Pays de production :  États-Unis
- Durée : 96 minutes
- Date de sortie :
  - États-Unis : 24 avril 1992

## Distribution
- Bob Hoskins (VF : Marc de Georgi) : Johnny Scanlan
- Blair Brown (VF : Anna Gaylor) : Amy Scanlan
- Tim Curry (VF : Yves-Marie Maurin) : Boyd Pinter
- Frances McDormand (VF : Annie Balestra) : Nora Scanlan
- William Petersen (VF : Bernard Lanneau) : Frank Scanlan
- Pamela Reed (VF : Annie Sinigalia) : Terry Scanlan Pinter
- Peter Riegert (VF : Patrick Floersheim) : Peter Syracusa
- Maureen Stapleton (VF : Paule Emanuele) : Mary Scanlan
- Nancy Travis (VF : Martine Irzenski) : Cassie Slocombe
- Jack Warden (VF : Claude Joseph (acteur)) : Jack Scanlan
- Don Brockett (VF : Nicolas Vogel) : Froggie
- Patricia O'Connell (VF : Ginette Franck) : Mrs. Finch
- Louis Mustillo (VF : Jacques Ferrière) : Carmine Syracusa
- Ann Shea (VF : Catherine Privat) : Louise
- Sara Rue (VF : Marie-Madeleine Burguet Ledoze) : Megan Scanlan
- Deborah Rush (VF : Danièle Douet) : Denise Scanlan
- Patrick Breen (VF : Stefan Godin) : Père Hallahan
- Teri Polo (VF : Nathalie Régnier) : Rachel Scanlan
- Jayce Bartok (VF : Stefan Godin) : Tony Scanlan
- Dylan Baker (VF : Julien Thomast) : Unsworth
- Jim Corr (VF : Stefan Godin) : Daniel
- Dan Futterman (VF : Tony Marot) : Tom